# 全日本茶商クラブ
全日本茶商クラブ（ぜんにほんちゃしょうクラブ）とは、日本茶販売団体で構成された日本茶の茶商の業界団体。略称は「全茶クラブ」。

## 概要
欧米文化の移入で嗜好が多様化、斜陽の兆しを見せはじめた茶業において、退勢を盛り返すために創設された。
消費者に直接お茶を渡す全国の有力小売店、茶店が名乗りを上げて結集。切磋琢磨して、日本茶を嗜好品として、世界に誇れる品質と販売サービスをお客様（消費者）にお届けすることを目的としている。
現代のライフスタイルの変化や、ペットボトルの茶の台頭による消費の変化、環境問題の深刻化など、危機を迎えつつある茶業界において、全国の茶店の仲間とともに、果敢に日本茶の良さを伝えていくリーダーとなることを志し、情報発信や情報交換、具体的な事業展開を積極的に行っている。

## 事務局
〒169-0051 東京都新宿区西早稲田3-7-9-403

## 沿革
- 1958年　設立